# Gran Turismo Sport
Gran Turismo Sport är ett racingspel utvecklat av Polyphony Digital och publicerat av Sony Interactive Entertainment för deras Playstation 4-konsol. Det är det trettonde spelet i Gran Turismo-serien som anses som bland de främsta spelen inom bilsport. Enligt skaparen Kazunori Yamauchi inleder Gran Turismo Sport en ny era i serien, där de första 6 numrerade spelen i serien anses vara den första eran.

## Gameplay
GT Sport kommer som tidigare spel att ha en kampanj samt arkadspel, men introducerar nu även sportläget. Det kommer att finnas online- och offline-lägen. Det är bekräftat att det ej kommer att finnas en kontinuerlig dygnscykel i spelet, däremot så kommer spelarna att kunna ställa in tid som tävlingen sker på innan tävlingens början.  VR skulle vara kompatibelt med GT Sport men de har sedan dess nämnt att detta endast kommer att finnas som en liten del av spelet och alltså inte fullt stöd under vanliga tävlingar.

## Utveckling
Spelet var officiellt tänkt att släppas den 15 november 2016 världen över, men blev den 30 augusti uppskjutet till oktober 2017.  Då Gran Turismo är kända för sina höga krav på detaljer så vill Kazunori Yamauchi inte kompromissa med kvaliteten på spelet och kan inte spekulera om ett nytt datum för släpp.
Under eventet PSX Experience som hölls på Anaheim convention center 2-3 december 2016 bekräftade Polyphony Digital att spelet är optimerat med Playstation 4 Pro i åtanke, vilket betyder att det har stöd för både 4K och HDR-teknik. Yamauchi bekräftade även att Playstations pro:s HDR 10-möjligheter kommer att utnyttjas vilket betyder att man ser 64 % bättre färgåtergivning än standard-sRGB har möjlighet att återge. Även ljusstyrkan kommer att se en klar förbättring tack vare användningen av den nya tekniken.  Även de som spelar på en vanlig HD-tv utan 4K-möjligheter kommer att se klara förbättringar då GT Sport kommer renderas i bättre grafik.
En stor del av Gran Turismo Sport är sportläget, ett onlineläge där man tävlar mot alla möjliga. Det finns ett rankningssystem där man kan antingen bli E, D, C, B, A och S (S är bäst och E sämst). Det finns ett SR-system och ett DR-system, DR är hur man kör och SR är framförallt hur noggrant och vänligt man kör och hur man behandlar andra motståndare.

## Playstation VR
GT Sport har endast begränsat stöd för VR, istället för fullständigt stöd genom hela spelet kommer det att finnas möjligheten att använda VR på "utvalda bilar och banor" 